# Agustín Miranda
Agustín Miranda (ur. 1930) – piłkarz paragwajski, lewy obrońca.
Jako gracz klubu Cerro Porteño był w kadrze reprezentacji podczas finałów mistrzostw świata w 1958 roku, gdzie Paragwaj, pomimo bardzo dobrej postawy, odpadł już w fazie grupowej. Miranda zagrał tylko w meczu z Francją. Rozegrał również jeden mecz w eliminacjach do finałów, w którym Paragwaj wygrał w Montevideo z Urugwajem.
Miranda nigdy nie wziął udziału w turnieju Copa América.